# Sophie Nijman
Sophie Nijman (Heino, 16 april 1986) is een Nederlands langebaanschaatsster. Ze is gespecialiseerd in de korte en middellange afstanden. Ze schaatst bij MKBasics.nl sinds 2012/2013 en daarvoor bij Team Anker (2010 t/m 2012) en de VPZ-sprintgroep.
In januari 2010 werd ze beste Nederlandse op het WK Sprint in Obihiro met een dertiende plaats.
Nijman studeerde van 2004 tot en met 2010 psychologie en van 2010 tot en met 2012 klinische psychologie aan de Rijksuniversiteit Groningen.

## Persoonlijk records
| Afstand    | Tijd    | Datum            | Baan       |
| ---------- | ------- | ---------------- | ---------- |
| 500 meter  | 39,35   | 29 december 2009 | Heerenveen |
| 1000 meter | 1.16,96 | 30 december 2009 | Heerenveen |
| 1500 meter | 2.02,00 | 21 maart 2006    | Calgary    |
| 3000 meter | 4.26,91 | 16 december 2006 | Erfurt     |

## Resultaten
| jaar | NK Afstanden                 | NK Sprint | WK Sprint | Wereldbeker |
| ---- | ---------------------------- | --------- | --------- | ----------- |
| 2006 | 18e 1000m                    | 14e       |           |             |
| 2007 | 14e 500m 9e 1000m 17e 1500m  | 5e        |           | 35e 1000m   |
| 2008 | 12e 500m 14e 1000m 15e 1500m | 9e        |           |             |
| 2009 | 12e 500m 14e 1000m           |           |           |             |
| 2010 | NS2 500m                     |           | 13e       | 30e 1000m   |
| 2011 | 8e 500m 14e 1000m            | 6e        |           |             |
| 2012 | 8e 500m 14e 1000m            | 10e       |           |             |